# 毛戈什利盖特
毛戈什利盖特，是匈牙利索博尔奇-索特马尔-贝拉格州所辖的一个村。总面积5.18平方公里，总人口251，人口密度48.5人/平方公里（2011年1月1日）。